# Carrera de San Jerónimo
La Carrera de San Jerónimo és un carrer del centre de Madrid que discorre entre la Puerta del Sol i la Plaça de las Cortes (Palau de les Corts d'Espanya). Es va arribar a denominar el carrer: Camí del Sol. El carrer té dos trams diferenciats, el primer surt de la part oriental de la Puerta del Sol, gairebé paral·lel a la carrer Alcalá fins a arribar a la plaça de Canalejas, i des d'aquí enfila cap a San Jerónimo el Real morint el carrer en la plaça de las Cortes.

## Història

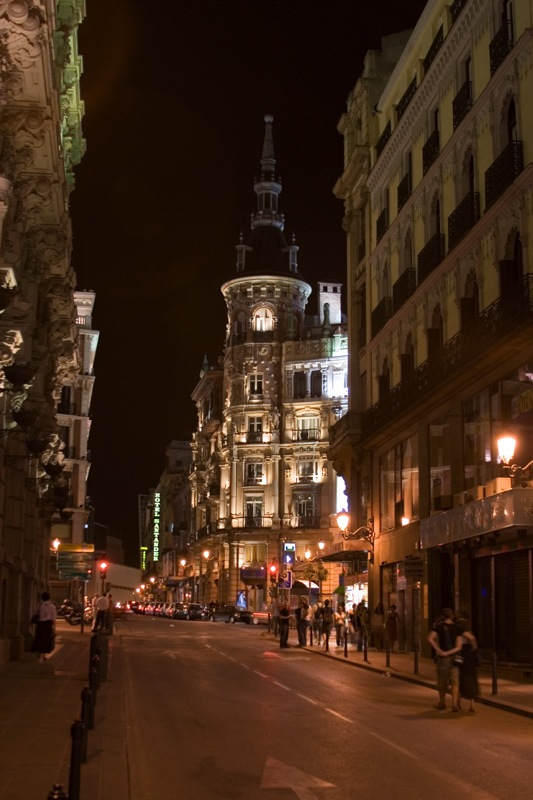
Detall d'un tram de la Carrera de San Jerónimo de nit.

Al començament del segle xvi es va començar a edificar aquest carrer. Sent la principal edificació la que correspon al convent de Mínimos de la Victoria que arribava des de la Puerta del Sol fins a la carrer de la Victoria. En els primers instants hi havia al carrer un hospital d'italians (Hospital de San Pedro de los Italianos) fundat en 1538 era un lloc de refugi per als immigrants italians. Existia cap al final de la carrera un edifici denominat la Torrecilla de la Música. El Monestir de la Concepció ocupat per les monges bernardes i que es denominava de Pinto (Monestir de Pinto). Tots dos edificis van ser derrocats durant la desamortització de Mendizábal. El seu enderrocament va obrir l'àrea del carrer i el seu trànsit cap a la Porta del Sol es va veure animada. Es va fer popular la fonda: La Fontana de Oro lloc de reunió i tertúlia política que va reflectir Benito Pérez Galdós en la seva novel·la La Fontana de Oro. Al carrer de la Victoria es va fer famós un dels millors hotels de finals del segle xix, l'Hotel Embajadores. Més al fons del carrer es trobava l'Hotel Rusia.
El restaurant Lhardy situat en el número vuit de la carrera de San Jerónimo va ser inaugurat l'any 1839 pel francès Emilio Huguenin Lhardy. És considerat un dels primers i més antics restaurants de Madrid, almenys tal com es coneix avui dia, és a dir: menú amb preu per cada plat. En 1855 el confiter de Xixona, Luis Mira, inaugura en la carrera Casa Mira (en el número trenta del carrer). Un altre restaurant fundat per Prosper Mérimée en el número vint-i-tres del carrer no va arribar a prosperar.
En el segon tram del carrer existien diverses cases i palauets nobiliàries, la del Marquès de Santiago (en la qual va residir per algun temps el Casino de Madrid), la casa del Duc de Tamames, la del Marquès de Valdegena (en la cantonada del qual es trobava la botillería de Canosa). Va existir en el número vint-i-quatre la Cervecería Inglesa que era un cafè freqüentat pels senadors i en l'actualitat després de l'enderrocament de l'edifici és el Teatre de la Reina Victoria. Just enfronti es trobava el Cafè de la Iberia. En el número trenta-cinc es troba el Palau del marquès de Miraflores.
La data de la primera projecció cinematogràfica a Espanya és un debat obert entre diversos autors, alguns esmenten que es va realitzar a Madrid l'11 de maig de 1896 en el Circ de Parish. Una placa inaugural localitzada al carrer (a l'altura del número 34) dona inicialment la data el 15 de maig de 1896, sent posteriorment substituïda i rectificada per la data del 14 de maig de 1896. La primera projecció oberta al públic va ocórrer en aquest carrer en el Cinematògraf dels Lumière a Madrid (per a la premsa i convidats especials es va donar una passada el dia 13 de maig).

## Transport
Estacions de Metro de Madrid: Sol   